# Сальван, Сесиль Маклорин
Сесиль Маклорин Сальван (род. 28 августа 1989, Майами, Флорида, США) — американская джазовая вокалистка. В 2010 году получила первый приз на Международном джазовом конкурсе Телониуса Монка, вскоре выпустив свой первый альбом Cécile. Её второй альбом, WomanChild, был выпущен в 2013 году на лейбле Mack Avenue Records.
В 2014 году получила номинацию на премию Грэмми за лучший джазовый вокальный альбом. Сальван выиграла четыре категории в опросе критиков DownBeat 2014 года: джазовый альбом года, вокалистка, восходящая звезда-джазовый исполнитель и восходящая звезда-вокалистка.
Ее третий альбом For One to Love был выпущен 5 сентября 2015 года и получил признание критиков The New York Times, The Guardian и Los Angeles Times. Альбом принес Сальван премию Грэмми за лучший джазовый вокальный альбом в 2016 году.

## Ранние годы
Сесиль Софи Маклорин Сальван родилась в Майами, Флорида. Её отец, гаитянин по национальности, работает врачом, а мать, француженка, является основателем и президентом школы Французского погружения в Майами. Сальван начала учиться игре на классическом фортепиано в возрасте пяти лет, а в восемь лет начала петь в Хоровом обществе Майами. Впоследствии у нее появился интерес к классическому вокалу, и она начала заниматься с частными инструкторами, а затем с Эдвардом Уокером, преподавателем вокала в Университете Майами. В интервью 2015 года Сесиль Маклорин сказала: «Мне посчастливилось вырасти в доме, где мы слушали самую разную музыку. Мы слушали гаитянскую музыку, хип-хоп, соул, классический джаз, госпел и кубинскую музыку, и это лишь малая часть. Когда у вас есть доступ к этому в детстве, это просто открывает ваш мир».
В 2007 году Сальван переехала в Экс-ан-Прованс, чтобы изучать право, а также классический и барочный вокал в консерватории Дариуса Мийё. Именно в Экс-ан-Провансе, у ридиста и преподавателя Жана-Франсуа Боннеля, она изучала импровизацию, инструментальный и вокальный репертуар и пела со своей первой группой.
Джон Фордхэм написал в своём четырехзвёздочном обзоре её аншлагового ангажемента в Клубе Ронни Скотта в Лондоне для The Guardian: «Она привносит неожиданные идеи в знакомое вокальное искусство и применяет озорной интеллект к заезженным текстам так, что они преобразовываются».

## Музыкальная карьера
Сальван начала заниматься вокалом в возрасте восьми лет. Также Сесиль проявляла интерес к классической музыке. Она начала заниматься джазом во время учебы в консерватории Дариуса Мийо в 2007 году. В те годы она изучала композицию и теорию музыки в Новой школе.
Сальван, вспоминая любимые песни детства, сказала, что основное влияние на её увлечение джазом оказала Сара Воан. Помимо Сары Воан, влияние на Сесиль Маклорин Сальван оказали Билли Холидей, Бесси Смит и Бетти Картер.
Своё звучание сама певица описывает как джаз, блюз, с элементами фолка и музыкального театра. Сальван самостоятельно сочиняет музыку и тексты песен, которые, помимо английского, поёт на французском, родном для себя языке, а также на испанском.
Сесиль Маклорин популярна в Европе и США, часто выступает в клубах, концерт-холлах и на фестивалях вместе с другими известными музыкантами. Сальван выступала на таких джазовых площадках и фестивалях, как Клуб Ронни Скота, Ньюпортском Джазовом фестивале в Род-Айленде и Village Vanguard.
В 2010 году Сальван выпустила свой первый одноименный альбом Cécile & the Jean-François Bonnel Paris Quintet. В возрасте 21 года, она выиграла Международный джазовый конкурс вокалистов Телониуса Монка. Её приз предусматривал контракт на запись с лейблом Mack Avenue Records, с которым она выпустила два альбома. В статье для The New York Times 2012 года Бен Рэтлифф написал: «Перед трио во главе с пианистом Аароном Дилем она поёт чётко, со своим полным диапазоном высоты тона, от ярко выраженных низких частот до полных и редких и отчётливых высоких нот, […] Её голос врезается в каждую песню, исполняя осторожные колебания высоты тона, растягивая слова, но обычно не разбрасываясь; её лицо проясняет смысл, изображая печаль или безмятежность, подобно актёру немого кино».
В 2013 году Сесиль Маклорин выпустила свой второй альбом WomanChild, который был номинирован на премию Грэмми 2014 года в категории «Лучший вокальный джазовый альбом». Песни, выбранные для WomanChild, включают в себя оригинальные композиции, а также композиции разных времён: от XIX века до современности. Сальван выбрала песни для этого альбома которые, по её мнению, имели связь с её жизнью.
В сентябре 2015 года Сальван выпустила свой второй альбом на Mack Avenue Records под названием For One to Love. Для этого альбома она выбрала песни, акцентирующие внимание на сильных и независимых женщинах. Альбом содержит пять оригинальных произведений и джазовые стандарты. В 2016 году For One to Love получил премию «Грэмми» как лучший вокальный джазовый альбом. Два года спустя её третий альбом с Mack Avenue под названием Dreams and Daggers получил Грэмми в этой же категории.
Сальван гастролировала с джазовым оркестром Линкольн-центра, музыкальный руководитель которого, Уинтон Марсалис, высказался в статье New Yorker 2017 года о Сесиль Маклорин: «Такого вокалиста можно встретить раз в поколение или два».
Сальван пела в рекламе бренда товаров Chance от дома моды Chanel.

## Награды
- Международный джазовый конкурс Телониуса Монка (2010)
- Джазовый альбом года, опрос критиков DownBeat, WomanChild (2014)
- Премия «Грэмми» за лучший джазовый вокальный альбом, номинация, WomanChild (2014)
- Топовый вокальный альбом, опрос критиков NPR Music Jazz 2014, WomanChild
- Женщина-вокалист года, 2015, Jazz Journalists Association
- Топовый вокальный альбом, опрос критиков NPR Music Jazz 2015, For One to Love
- Премия «Грэмми» за лучший джазовый вокальный альбом 2016, For One to Love
- Премия Пола Окета 2016
- Премия «Грэмми» за лучший джазовый вокальный альбом 2018, Dreams and Daggers
- Джазовый альбом года, опрос критиков DownBeat, Dreams and Daggers (2018)
- Премия «Грэмми» за лучший джазовый вокальный альбом 2019, The Window[20]
- Glenn Gould Protege Prize, получено Джесси Норманом на вручении 12-й Премии Гленна Гульда (2019)[21]
- Грант Macarthur Genius (2020)[22]

### В качестве ведущего артиста
- For One to Love[англ.] (Cecile McLorin Salvant, 2010)
- WomanChild (Mack Avenue Records, 2013)
- For One to Love[англ.] (Mack Avenue, 2015)
- Dreams and Daggers[англ.] (Mack Avenue, 2017)
- The Window[англ.] (Mack Avenue, 2018)
- Ghost Song (Nonesuch, 2022)

### Совместные работы
- Джеки Террассон, «Je te veux» и «Oh My Love» Gouache (Universal, 2012)
- It’s Christmas on Mack Avenue (разные исполнители; Mack Avenue, 2014)
- Federico Britos Presents Hot Club of the Americas (2015)
- Jazz at Lincoln Center Orchestra[англ.], Big Band Holidays[англ.] (2015)
- Фред Нардин, Джон Бутилье, Watt’s (2016)